# Rob Nelson
Robert „Rob“ Nelson (geboren am 13. August 1979 in Denver, Colorado) ist ein US-amerikanischer Biologe, Filmemacher und TV-Persönlichkeit. 
Aus dem Fernsehen ist er unter anderem für die Discovery-Serie „Secrets of the Underground“ bekannt, die in Deutschland auf Kabel eins Doku ausgestrahlt wurde. Für seinen Dokumentarfilm „Mysteries of the Driftles“ wurde er mit einem Emmy Award ausgezeichnet.
Als Direktor der Non-Profit-Organisation „Untamed Science“, produziert Nelson Wissenschafts- und Bildungsinhalte, gibt Training zum Thema Wissenschaftskommunikation und gibt Forschern die Möglichkeit, ihre Geschichten zu publizieren.
Er moderiert eine gleichnamige YouTube-Show über biologische Themen. Seine Show arbeitet eng mit dem North Carolina Zoo zusammen, um unerzählte Tiergeschichten zu erzählen.
In Deutschland arbeitete er unter anderem bereits mit dem Max-Planck-Institut zusammen. In verschiedenen Veranstaltungen klärt Nelson über die Relevanz von guter Wissenschaftskommunikation auf.
Nelson besitzt einen Bachelor of Science in Biologie der Universität Miami, einen Master in Biologie der Universität Hawaii und einen Master in Filmproduktion der Bundesuniversität Montana.